# Polyonax
Polyonax ist eine nur durch spärliche Fossilfunde bekannte Gattung von Vogelbeckensauriern (Ornithopoda) aus der Gruppe der Ceratopsia.
Von Polyonax wurden nur Bruchstücke von Hörnern und einzelne Wirbel gefunden. Da zu wenig Daten für eine genaue systematische Untersuchung vorhanden sind, gilt Polyonax als nomen dubium.
Die fossilen Überreste dieses Dinosauriers wurden im US-Bundesstaat Colorado gefunden und 1874 von Edward Drinker Cope beschrieben. Typusart und einzig bekannte Art ist P. mortuarius. Es war nach Agathaumas der zweite entdeckte Ceratopsia und ermöglichte wie dieser keine Rückschlüsse auf das Aussehen dieser Tiere. Erst 15 Jahre später – nach den Entdeckungen von Triceratops – ließ sich ihr Aussehen erahnen.
Polyonax wird in die Oberkreide (spätes Maastrichtium) auf ein Alter von 68 bis 66 Millionen Jahre datiert. Er ist damit gleich alt wie Triceratops, möglicherweise handelt es sich sogar um die gleiche Gattung.